# Stygga pojkar
Stygga pojkar (finska: Pahat Pojat) är en finländsk komedial kriminaldrama film i regi av Aleksi Mäkelä. Filmen premierade år 2003 och den bygger löst på brödernas Koistinen liv, även kända som "Euras Dalton".
Bröderna spelas av Peter Franzén, Niko Saarela, Lauri Nurkse och Jasper Pääkkönen. Brödernas pappa, Jouko, spelas av Vesa-Matti Loiri och mamma, Sirkka, av Outi Mäenpää.
Stygga pojkar är den artonde mest sedda inhemska filmen i Finland och också den näst mest sedda inhemska filmen från 2000-talet, efter Okänd soldat av Aku Louhimies. Filmen vann två Jussi-priser: Pini Hellstedt för bästa fotografi och Jyrki Rahkonen för bästa ljudregi.

## Medverkande
| Namn                 | Roll                  |
| Peter Franzén        | Otto Takkunen         |
| Niko Saarela         | Matti Takkunen        |
| Lauri Nurkse         | Ilkka Takkunen        |
| Jasper Pääkkönen     | Eero Takkunen         |
| Vesa-Matti Loiri     | Jouko Takkunen        |
| Elsa Saisio          | Pirjo Suutari         |
| Risto Tuorila        | Ensio Suutari         |
| Hannu-Pekka Björkman | Muukkonen             |
| Janna Herttuainen    | Leena                 |
| Eero Milonoff        | Aulis                 |
| Oiva Lohtander       | Rehtori               |
| Arttu Kapulainen     | Timo                  |
| Eeva Litmanen        | Tuulikki Suutari      |
| Outi Mäenpää         | Sirkka Takkunen       |
| Tiina Pirhonen       | Hoitaja Miettinen     |
| Vesa Mäkelä          | Veijo Esso            |
| Juha Veijonen        | Harri Hammas-Lärvinen |
| Jukka Sipilä         | Pauli Kotkanen        |
| Pekka Huotari        | Konstaapeli Kaasi     |
| Hannu Kivioja        | Konstaapeli Sisu      |
| Tommi Korpela        | Konstaapeli Mutka     |
| Jonna Järnefelt      | Sosiaalityöntekijä    |
| Teemu Aromaa         | Postimies             |

## Soundtrack
1. Apocalyptica: "Somewhere Around Nothing"
2. Olavi Uusivirta: "Raivo härkä"
3. Tommi Läntinen: "Se on rock"
4. Pate Mustajärvi: "Nahkurin orret"
5. Jore Marjaranta: "Tavallista elämää"
6. Yö: "Sano että jäät"
7. Yö: "Niin paljon me teihin luotettiin"
8. Jore Marjaranta: "Haaveet kaatuu"
9. Tehosekoitin: "Hetken tie on kevyt"
10. Apulanta: "Hiekka"
11. Mikko Kuustonen: "Ainoain"
12. The Rasmus: "In the Shadows"